# 16114 Alyono
16114 Alyono (1999 XV23) là một tiểu hành tinh vành đai chính được phát hiện ngày 6 tháng 12 năm 1999 bởi nhóm nghiên cứu tiểu hành tinh gần Trái Đất phòng thí nghiệm Lincoln ở Socorro.